# Amédée Aubry
Amédée Aubry (ur. 15 maja 1850 w Épinay-sur-Seine) – francuski strzelec, olimpijczyk. 
Brał udział w Letnich Igrzyskach Olimpijskich 1900. Startował tylko w trapie, w którym zajął 13. miejsce ex aequo z Gheorghem Plagino z Rumunii. 

## Wyniki olimpijskie
| Igrzyska | Konkurencja | Wynik   | Miejsce | Źródło |
| -------- | ----------- | ------- | ------- | ------ |
| IO 1900  | Trap        | 11 pkt. | 13      | [ 2 ]  |